# Смерть на Ниле (фильм, 2022)
«Смерть на Ниле» (англ. Death on the Nile) — американский фильм в жанре детективной драмы режиссёра Кеннета Браны, снятый по одноимённому роману Агаты Кристи о бельгийском сыщике Эркюле Пуаро. Продолжение фильма «Убийство в „Восточном экспрессе“» 2017 года. Главную роль знаменитого детектива вновь исполнил Кеннет Брана. В фильме также сыграли Галь Гадот, Летиша Райт, Арми Хаммер, Аннетт Бенинг, Али Фазал, Софи Оконедо, Том Бейтман, Эмма Маки, Дон Френч, Роуз Лесли, Дженнифер Сондерс и Рассел Брэнд. Фильм стал третьей киноадаптацией романа после фильма 1978 года и одного из эпизодов сериала «Пуаро Агаты Кристи» 2004 года.
По сюжету после раскрытия убийства в «Восточном экспрессе» Эркюль Пуаро отправляется в Египет, где прямо на Ниле страсти внутри любовного треугольника привели к убийству.
Съёмки начались в сентябре 2019 года, проходили на студии Longcross Studios в Англии и в Марокко и завершились в декабре того же года. Премьера фильма после нескольких переносов состоялась 11 февраля 2022 года.

## Сюжет
Во время Первой мировой войны, в 1914 году, бельгийская рота, благодаря плану молодого Эркюля Пуаро, захватывает мост. Однако капитан роты задевает растяжку, сам Пуаро получает ранения. Возлюбленная Эркюля, медсестра Катрин, навещает изуродованного Пуаро в госпитале, и говорит, что не бросит его, а шрамы на лице можно скрыть, отрастив усы.
В 1937 году в лондонском клубе Пуаро наблюдает за выступлением блюзовой певицы Саломеи Оттерборн и видит, как Жаклин «Джеки» де Бельфор страстно танцует со своим женихом Саймоном Дойлом. Появляется подруга детства Джеки, богатая наследница Линнет Риджуэй, и её знакомят с Саймоном. И затем уже, на глазах Джеки, страстно танцуют Саймон и Линнет…
Шесть недель спустя в Египте Пуаро встречает своего друга Бука и его мать, художницу Юфимию. Бук приглашает Пуаро присоединиться к ним в Асуане, в отеле «Катаракт», на свадьбе Линнет и Саймона. В праздновании также принимают участие горничная Линнет Луиза Бурже; Саломея и её племянница/менеджер Розали, школьная подруга Линнет; крёстная мать Линнет Мэри Ван Шуйлер с личной медсестрой мисс Бауэрс; кузен Линнет Эндрю Хачадурян, который управляет её счетами; врач Лайнус Уиндлшем. Риджуэй просит Пуаро защитить их от навязчивой Джеки, которая преследует их в Египте; Пуаро не может переубедить Джеки, которая демонстрирует ему, что носит с собой пистолет.
Группа отправляется в свадебное путешествие по Нилу, на круизном пароходе «Карнак». Линнет говорит Пуаро, что не доверяет своим гостям. Во время экскурсии в Абу-Симбел Бук признаётся, что встречается с Розали, несмотря на неодобрение матери; сам Пуаро проявляет интерес к её тётке Саломее. Наступает песчаная буря, в результате чего путешественники прячутся в скале. После того как упавший валун едва не раздавил Линнет и Саймона, гости возвращаются на «Карнак» и обнаруживают на борту Джеки. Саймон и Линнет угощают Пуаро шампанским, под воздействием которого он признаётся Джеки, что отказался от романтических отношений после того, как его невеста Катрин погибла при миномётном обстреле и вскоре уходит спать в свою каюту, как и Линнет. Саймон ссорится с Джеки, та стреляет ему в ногу и пытается застрелиться сама. В конфликт вмешиваются Розали и Бук. Они доставляют Джеки к мисс Бауэрс, в то время как Уиндлшем оказывает первую помощь Саймону. Утром Луиза обнаруживает, что Линнет убита выстрелом в висок, а её колье украдено.
Пуаро, которому помогают Саймон и Бук, допрашивает гостей, каждый из которых имел свои счёты с Линнет:
- Луиза собиралась уйти от Линнет, чтобы выйти замуж, но Линнет предложила ее жениху деньги для уплаты долгов, если он порвёт с Луизой, и тот согласился.
- Уиндлшем был обручён с Линнет, однако она ушла от него к Саймону.
- Эндрю растрачивал деньги Линнет.
- Богатая семья Бауэрс была разорена отцом Линнет во время Великой депрессии.
- Ван Шуйлер — одна из двух наследников, упомянутых в завещании Линнет. Она и Бауэрс являются любовницами.
- Саломея стала мишенью расистских замечаний Линнет, когда та была ещё ребёнком.
- Юфимия находит колье Линнет. Пуаро подозревает, что она обиделась на Линнет за то, что та познакомила Бука с Розали.

Бауэрс всю ночь присматривает за спящей Джеки. Из Нила извлекают её пистолет, завернутый в пропавший шарф Ван Шуйлер, и окровавленный носовой платок.
Пуаро сообщает, что Юфимия наняла его для слежки за семьёй Розали и что он пришёл к выводу, что Розали является достойной парой для Бука. Разгневанная Розали убегает и видит в гребном колесе труп Луизы с перерезанным горлом. У Луизы обнаружены деньги, поэтому Пуаро подозревает, что она стала свидетельницей убийства Линнет и шантажировала убийцу. На стене он видит силуэт возможного свидетеля, забрызганный кровью. Допрашивая Бука с Саймоном, Пуаро приходит к выводу, что Бук нашёл Линнет мёртвой и украл колье, чтобы стать финансово независимым от матери, но затем запаниковал и положил его в вещи Юфимии. Бук видел убийство Луизы, но прежде чем он успевает произнести имя преступника, его убивают выстрелом в шею; Пуаро преследует убийцу, но находит на палубе только брошенный пистолет.
Собрав выживших гостей в баре парохода, Пуаро рассказывает правду: это Саймон убил Линнет, а Джеки выступила в роли вдохновителя. Они по-прежнему являются любовниками и устроили роман Саймона с Линнет, чтобы завладеть её богатством. Саймон опоил Пуаро шампанским, в которое до этого добавил снотворное. После он разыграл с Джеки ссору, чтобы она выстрелила в него холостым патроном и обеспечила им обоим алиби. Саймон симулировал рану с помощью красной краски, украденной у Юфимии. Пока Джеки отвлекала Бука и Розали, Саймон убил Линнет, а затем прострелил себе ногу, замотав пистолет в шарф Ван Шуйлер, чтобы заглушить выстрел. Джеки перерезала горло Луизе скальпелем Уиндлшема, а Бука застрелила из пистолета Эндрю. Пуаро доказывает, что носовой платок Саймона был испачкан краской, а не кровью. Джеки понимает, что всё кончено, обнимает Саймона и стреляет ему в спину, убивая и его, и себя одним выстрелом.
Во время высадки пассажиров Пуаро не в состоянии высказать свои чувства к Саломее, однако шесть месяцев спустя он, гладко выбритый, сидит в клубе и наблюдает за её репетицией. На месте когда-то пышных усов видны шрамы, которые Пуаро скрывал всё это время.

## В ролях
- Кеннет Брана — Эркюль Пуаро, частный детектив
- Том Бейтман — Бук, друг Эркюля Пуаро и сын Юфимии
- Аннетт Бенинг — Юфимия, художница и мать Бука
- Галь Гадот — Линнет Риджуэй-Дойл, богатая наследница, жена Саймона и бывшая подруга Жаклин
- Арми Хаммер — Саймон Дойл, муж Линнет и бывший любовник Жаклин
- Эмма Маки — Жаклин «Джеки» де Бельфор, бывшая подруга Линнет и любовница Саймона
- Софи Оконедо — Саломея Оттерборн, известная джазовая певица и тётя Розали
- Летиша Райт — Розали Оттерборн, племянница и менеджер Саломеи, одноклассница Линнет и возлюбленная Бука
- Роуз Лесли — Луиза Бурже, горничная Линнет
- Рассел Брэнд — доктор Уиндлшем, отказавшийся от статуса аристократа и ставший врачом; бывший жених Линнет
- Дженнифер Сондерс — Мэри Ван Шуйлер, крёстная мать Линнет и светская львица, убеждённая коммунистка
- Али Фазал — Эндрю Хачадурян, двоюродный брат и доверенное лицо Линнет
- Дон Френч — миссис Бауэрс, медсестра и тайная любовница Мэри Ван Шуйлер
- Сюзанна Филдинг — Катрин, любовница Пуаро, погибшая во время Первой мировой войны
- Виктор Элли — член экипажа парохода "Карнак"

## Производство
В октябре 2019 года стало известно, что съёмки фильма «Смерть на Ниле» уже начались. Основная часть съёмок пройдёт на британской студии Longcross Studios, а также в Египте. Съёмки прошли в Марокко, несмотря на первоначальные сообщения о съёмках в Египте. Для фильма был воссоздан пароход и храм Абу-Симбел. Для фильма был использован жёлтый бриллиант Тиффани. Съёмки завершились 18 декабря 2019 года.

## Прокат
Премьера фильма запланирована на 11 февраля 2022 года. Изначально фильм должен был выйти на экраны 8 декабря 2019 года, но премьеру перенесли на 2 октября 2020 года. В России премьера фильма должна была состояться 8 октября, но после переноса американской премьеры картины на 23 октября 2020 года, дата российской премьеры остаётся под вопросом. В сентябре 2020 стало известно о переносе премьеры фильма на 18 декабря 2020. В ноябре 2020 года студия Disney убрала фильм из графика релизов. В декабре 2020 года фильм был перенесён на 17 сентября 2021 года. В марте 2021 года была объявлена новая дата выхода — 11 февраля 2022 года.
Фильм не был допущен к прокату в Ливане и Кувейте из-за еврейского происхождения Галь Гадот.

## Восприятие
На сайте Rotten Tomatoes фильм имеет рейтинг 63 % основанный на 131 отзыве, со средней оценкой 5,80/10. На Metacritic средневзвешенная оценка составляет 54 из 100 на основе 37 рецензий, что указывает на «смешанные или средние отзывы».